# Partisan Review
Partisan Review war eine amerikanische politische und literarische Vierteljahresschrift mit linker Ausrichtung, die von 1934 bis 2003 erschien (mit einer kurzen Unterbrechung zwischen Oktober 1936 und Dezember 1937).
Das Magazin wurde von William Phillips und Philip Rahv als zugänglichere Alternative zu den New Masses, einem Magazin der Kommunistischen Partei der USA (CPUSA), gegründet. Viele Autoren der Zeitschrift waren Kinder jüdischer Immigranten. In den späten 1930er Jahren grenzte sich das Blatt angesichts des deutsch-sowjetischen Nichtangriffspaktes und der Schauprozesse in der Sowjetunion vom Stalinismus ab, durchlief eine trotzkistische Phase und näherte sich im Laufe der Jahrzehnte zunehmend der politischen Mitte an.
Die Partisan Review erreichte zu ihren Hochzeiten eine Auflage von nur 15.000 Exemplaren, hatte aber dennoch lange Zeit die Meinungsführerschaft innerhalb der amerikanischen Linken inne. Insbesondere ihr Einfluss auf den Literaturbetrieb war beträchtlich. Zahlreiche heute klassische Kurzgeschichten und literarische, politische und philosophische Essays wurden erstmals in der Partisan Review gedruckt, u. a. von Hannah Arendt, Saul Bellow, Valeri Brainin-Passek, Sergei Dowlatow, Leslie Fiedler, George Orwell, James Baldwin und Susan Sontag.
In den 1960er Jahren nahmen Auflage und Einfluss der Partisan Review ab, unter anderem wegen der zunehmenden Konkurrenz ähnlich konzipierter, aber weniger ideologisch orientierter Magazine.
Ein Jahr nach dem Tod des Gründers und Herausgebers William Phillips erschien im April 2003 die letzte Ausgabe der Partisan Review.